# Venere indiana
Venere indiana (Naked in the Sun) è un film del 1957 diretto da R. John Hugh.
È un film western statunitense con James Craig, Lita Milan e Barton MacLane. È basato sul romanzo del 1956 The Warrior di Frank G. Slaughter. È incentrato sulle vicende del capo indiano dei seminole Osceola.

## Produzione
Il film, diretto da R. John Hugh su una sceneggiatura di John Cresswell, fu prodotto da R. John Hugh per la Allied Artists Pictures e la Empire Productions. Il titolo di lavorazione fu Osceola.

## Distribuzione
Il film fu distribuito con il titolo Naked in the Sun negli Stati Uniti dal 20 settembre 1957 al cinema dalla Allied Artists Pictures.
Altre distribuzioni:
- in Giappone nel dicembre del 1957
- in Germania Ovest il 5 settembre 1958 (Nackend in der Sonne)
- in Austria nel dicembre del 1958 (Die Rache des Seminolen)
- in Finlandia il 6 ottobre 1961 (Alaston auringossa e redistribuito come Verinen intiaani)
- in Danimarca il 20 novembre 1961
- in Svezia il 13 dicembre 1965 (Överfallet vid Fort King)
- in Finlandia il 18 maggio 1973 (redistribuzione)
- in Grecia (Ktypiste tous tyrranous)
- in Brasile (Libertador de Índios)
- in Italia (Venere indiana)